# Król i ptak
Król i ptak (fr. Le Roi et l’oiseau) – francuski film animowany w reżyserii Paula Grimaulta. Powstał na podstawie opowiadania Hansa Christiana Andersena pt. Pastereczka i kominiarczyk. Film wykorzystuje technikę animacji z lat 1950–1980. Został odświeżony cyfrowo i fotochemicznie pomiędzy styczniem 2001 a lipcem 2003. Film zdobył nagrodę Prix Louis-Delluc w 1979 roku.
Film został wydany po raz pierwszy w 1953 roku pod tytułem Pasterka i kominiarczyk (fr. La Bergère et le Ramoneur).

## Fabuła
Król Karol V + III = VIII + VIII = XVI nie jest lubianym władcą. Jest próżny i chciwy. W sekretnej komnacie swojego pałacu trzyma wiele bezcennych dzieł sztuki. Wśród nich znajduje się m.in. portret przepięknej pasterki oraz wiszący tuż obok obraz przedstawiający kominiarczyka. Młodzi są zakochani i patrzą na siebie z miłością. Ale samolubnemu królowi nie podobają się te spojrzenia. Władca chce, żeby piękna pasterka była posłuszna i została jego żoną. Pewnej nocy Pasterka i Kominiarczyk uciekają z pałacu. Ale czy zakochanym uda się ukryć przed gniewem okrutnego króla? W tej sytuacji pomóc może tylko największy wróg tyrana – pewien mądry i przebiegły ptak.

## Obsada (głosy)

### Pasterka i Kominiarczyk (wersja z 1953)
- Anouk Aimée jako Pasterka
- Serge Reggiani jako Kominiarczyk
- Pierre Brasseur jako Ptak
- Fernand Ledoux jako Król Karol V + III = VIII + VIII = XVI
- Roger Blin jako Niewidomy
- Étienne Decroux

### Król i ptak (wersja z 1980)
- Pascal Mazzotti jako Król Karol V + III = VIII + VIII = XVI
- Jean Martin jako Ptak
- Agnès Viala jako Pasterka
- Renaud Marx jako Kominiarczyk
- Roger Blin jako Niewidomy

## Wersja polska
Król i ptak – wersja emitowana z dubbingiem na antenie Canal+ (premiera: 6 kwietnia 1997 roku).
Opracowanie wersji polskiej: na zlecenie CANALu+ – Start International Polska

Reżyser: Maria Piotrowska

Wystąpili:
- Krzysztof Stelmaszyk – Ptak
- Tadeusz Borowski – Król
- Jolanta Wilk – Pastereczka
- Stanisław Brudny – Starzec
- Wojciech Paszkowski – Niewidomy
- Jarosław Boberek
- Marek Frąckowiak
- Jan Kulczycki

i inni
Lektor: Jacek Brzostyński